# 巴斯雷斯冰原島峰
巴斯雷斯冰原島峰是南極洲的冰原島峰，位於帕爾默地西岸，處於塞沃德山脈西北面16公里，海拔高度635米，現時由南極條約體系管理。
72°22′S 66°47′W / 72.367°S 66.783°W